# 波苏韦尔迪
10°42′38″S 38°10′58″W / 10.71056°S 38.18278°W波苏韦尔迪（葡萄牙語：Poço Verde，意为“綠井”）是巴西的城鎮，位於該國東北部，由塞爾希培州負責管轄，始建於1953年11月25日，面積431平方公里，海拔高度268米，2008年人口21,721，人口密度每平方公里56.94人。